# はつかねずみと小鳥と腸づめの話
はつかねずみと小鳥と腸づめの話（Von dem Mäuschen, Vögelchen und der Bratwurst, KHM 23）は『グリム童話』に収録されている作品である。

## あらすじ
あるところにネズミ、小鳥そして腸づめが幸せに暮らしていた。小鳥は森に薪を集めに、ネズミは水を運び火を炊き食卓の用意をし、腸づめが料理をしていた。
あるとき、小鳥が他の鳥と出会い、そんな生活はばかげている、小鳥だけが苦労していると言われる。入れ知恵をされた小鳥は翌日、役割交代を主張し、どうしても森へ行こうとしなくなる。ネズミと腸づめは変えたくないと反対したが、結局、小鳥が水を運び、ネズミが料理をし、腸づめが薪を集めることに決める。
腸づめは早速森に薪を集めに出かけるが、なかなか帰ってこない。心配になった小鳥が森へ探しに行くと、一匹の犬を見つける。その犬は腸づめを良い獲物だと思い、殺していた。小鳥は犬に文句を言うが、犬は「腸づめが偽手紙をたくさん持っているのを見た」と嘘をつき、言い逃れをする。仕方なく小鳥は家に戻りネズミに全て話し、これからはふたりで頑張ろうと誓う。
その後ネズミは料理を始めるが、先に腸づめがしていた様に土鍋の中で転げまわり、味付けをしようとしたところ耐えられず、命を落としてしまう。ネズミが見当たらないことに驚いた小鳥は持っていた薪をあちらこちらへ投げ飛ばし、大声でネズミを探し回った。すると、薪が火の中に飛び込み、火事になってしまう。鳥はあわてて井戸に行き水を汲もうとするが、手がすべり、つるべごと井戸の中に落ちてしまい、溺れ死んでしまう。